# 虹の架け橋
「虹の架け橋」（にじのかけはし）は、1974年6月1日に発売された浅田美代子の6枚目のシングル。

## 解説
- 前作『しあわせの一番星』に続き、レギュラー出演していたTBS系ドラマ『寺内貫太郎一家』の挿入歌として使用された。

## 収録曲
- 両楽曲共に、作詞：安井かずみ／編曲：高田弘

1. 虹の架け橋（2分57秒）
作曲：都倉俊一
2. きょうは留守番（2分33秒）
作曲：大野克夫

## 収録アルバム
- GOLDEN☆BEST 浅田美代子